# 니다테촌
니다테촌(新舘村)은 후쿠시마현 가와누마군에 있던 촌이다. 현재의 아이즈반게정 니다테에 해당한다.

## 역사
- 1889년 4월 1일 - 정촌제 시행에 의해 니다테촌 단독으로 자치체를 형성하였다.
- 1923년 4월 1일 - 게타노미야촌, 사카모토촌, 도리데촌, 후나스기촌과 합병해 야와타촌이 성립하여, 동일 니다테촌이 폐지되었다.

## 교통

### 철도
현재는 다다미선이 구촌지역을 지나고 있지만, 당시에는 미개통 상태였다.

### 도로
- 아이즈 가도 (현:국도 49호선)

## 참고문헌
- 角川日本地名大辞典 7 福島県